# 紀城ゆりや
紀城 ゆりや（きしろ ゆりや、7月8日 - ）は、宝塚歌劇団雪組に所属する男役スター。
兵庫県西宮市、松蔭高等学校出身。身長170cm。愛称は「のりか」、「のりぴー」。

## 来歴
2017年、宝塚音楽学校入学。
2019年、音楽学校卒業後、宝塚歌劇団に105期生として入団。入団時の成績は8番。宙組公演「オーシャンズ11」で初舞台。その後、雪組に配属。
2023年、彩風咲奈・夢白あやトップコンビ大劇場お披露目となる「Lilacの夢路」で新人公演初主演。入団5年目での抜擢となった。

## 人物
実姉は宝塚OGの愛海ひかるである。

## 主な舞台

### 初舞台
- 2019年4 - 5月、宙組『オーシャンズ11』（宝塚大劇場のみ）

### 雪組時代
- 2019年10月、『ハリウッド・ゴシップ』（KAAT神奈川芸術劇場・ドラマシティ）
- 2020年1 - 3月、『ONCE UPON A TIME IN AMERICA（ワンス アポン ア タイム イン アメリカ）』
- 2020年8 - 9月、『炎のボレロ』 - ピエール少尉『Music Revolution!-New Spirit-』（梅田芸術劇場）
- 2020年10月、凪七瑠海コンサート『パッション・ダムール-愛の夢-』（バウホール）
- 2021年1 - 4月、『fff-フォルティッシッシモ-』『シルクロード〜盗賊と宝石〜』[注釈 1]
- 2021年6月、『ヴェネチアの紋章』 - ジェンティーレ『ル・ポァゾン 愛の媚薬-Again-』（全国ツアー）
- 2021年8 - 11月、『CITY HUNTER』 - 新人公演：織田隆治（本役：星加梨杏）『Fire Fever!』
- 2022年3 - 6月、『夢介千両みやげ』 - 新人公演：悪七（本役：綾凰華）『Sensational!』
- 2022年7 - 8月、『心中・恋の大和路』（ドラマシティ・日本青年館） - 庄介
- 2022年10 - 12月、『蒼穹の昴』 - 林旭、新人公演：順桂（本役：和希そら）
- 2023年2 - 3月、『海辺のストルーエンセ』（KAAT神奈川芸術劇場・ドラマシティ） - ベルンストッフ・アンドレアス・ピーター
- 2023年4 - 7月、『Lilac（ライラック）の夢路』 - 新人公演：ハインドリヒ（本役：彩風咲奈）『ジュエル・ド・パリ!!』 新人公演初主演[3][4]
- 2023年8 - 9月、『愛するには短すぎる』 - デイブ・キャシディ『ジュエル・ド・パリ!!』（全国ツアー）
- 2023年12月、『ボイルド・ドイル・オンザ・トイル・トレイル』 - 代役：シャーロック・ホームズ004（水夫）（本役：一禾あお）[注釈 2]『FROZEN HOLIDAY（フローズン・ホリデイ）』（宝塚大劇場） エトワール
- 2024年1 - 2月、『ボイルド・ドイル・オンザ・トイル・トレイル』 - 代役：シャーロック・ホームズ004（水夫）（本役：一禾あお）[注釈 2]、新人公演：ミロ・デ・メイヤー教授（本役：縣千）『FROZEN HOLIDAY（フローズン・ホリデイ）』（東京宝塚劇場）
- 2024年4 - 5月、『39 Steps』（バウホール） - ジャック
- 2024年7 - 10月、『ベルサイユのばら-フェルゼン編-』 - 小公子、新人公演：オスカル・フランソワ・ド・ジャルジェ（本役：朝美絢）
- 2024年11 - 12月、『愛の不時着』（東京建物 Brillia HALL・梅田芸術劇場） - キム・ジュモク
- 2025年3 - 6月、『ROBIN THE HERO』 - スワントホールド、新人公演：ガイ・ギズボーン（本役：瀬央ゆりあ）『オーヴァチュア!』
- 2025年8月、『ステップ・バイ・ミー』（宝塚バウホール） - リッキー
- 2025年11 - 2026年2月、『ボー・ブランメル〜美しすぎた男〜／Prayer〜祈り〜』

## 出演イベント
- 2019年7月、『宝塚巴里祭2019』[注釈 3][6]